# Celithemis verna
Celithemis verna is een libellensoort uit de familie van de korenbouten (Libellulidae), onderorde echte libellen (Anisoptera).
De wetenschappelijke naam Celithemis verna is voor het eerst geldig gepubliceerd in 1935 door Pritchard.